# Петршин
Пе́тршин (чеськ. Petřín, нім. Laurenziberg) — пагорб у центральній частині чеської столиці міста Праги, найвідоміша з празьких гір.
Пагорб заввишки 327 метрів розташований на лівому березі річки Влтави.
У язичницькі часи Петршин був місцем поклоніння Перуну. Згідно з переказом на Петршинському пагорбі княгиня Лібуша передрікла народження Праги. Цю легенду чимало разів використовували в чеській літературі та культурі, зокрема вона переказана у «Старовинних чеських сказаннях» Алоїза Їрасека.
За правління імператора Карла IV на пагорбі були зведені оборонні мури — «Голодна стіна» (чеськ. Hladová zeď).
На вершині Петршина 1891 року звели Петршинську вежу, що нагадує обрисами відомішу паризьку Ейфелеву.
Схилами пагорбу, до річки, прокладено лінію фунікулера.
Найвідоміші об'єкти на Петршині
- Петршинська вежа (чеськ. Petřínská rozhledna);
- Обсерваторія Штефаника (чеськ. Štefánikova hvězdárna);
- фортечний мур «Голодна стіна» (чеськ. Hladová zeď);
- Страговський монастир (чеськ. Strahovský klášter);
- Садиба Кінських (чеськ. Letohrádek Kinských);
- Церква святого Михаїла Архангела — дерев'яна церква з 17-го століття в бойківському стилі перенесеному в 1929 році з Підкарпатської Русі[3];
- стовповий сонячний годинник (чеськ. sloupové sluneční hodiny);
- численні пам'ятники та скульптури:
  - Меморіал жертвам комунізму;
  - пам'ятники Яну Неруді, Ярославу Врхлицькому, Вітезьславу Новаку, Яну Масі, Мілану Штефанику, Гані Квапіловій тощо.

На честь пагорбу названо астероїд 16801 Петршинпраґенсіс.

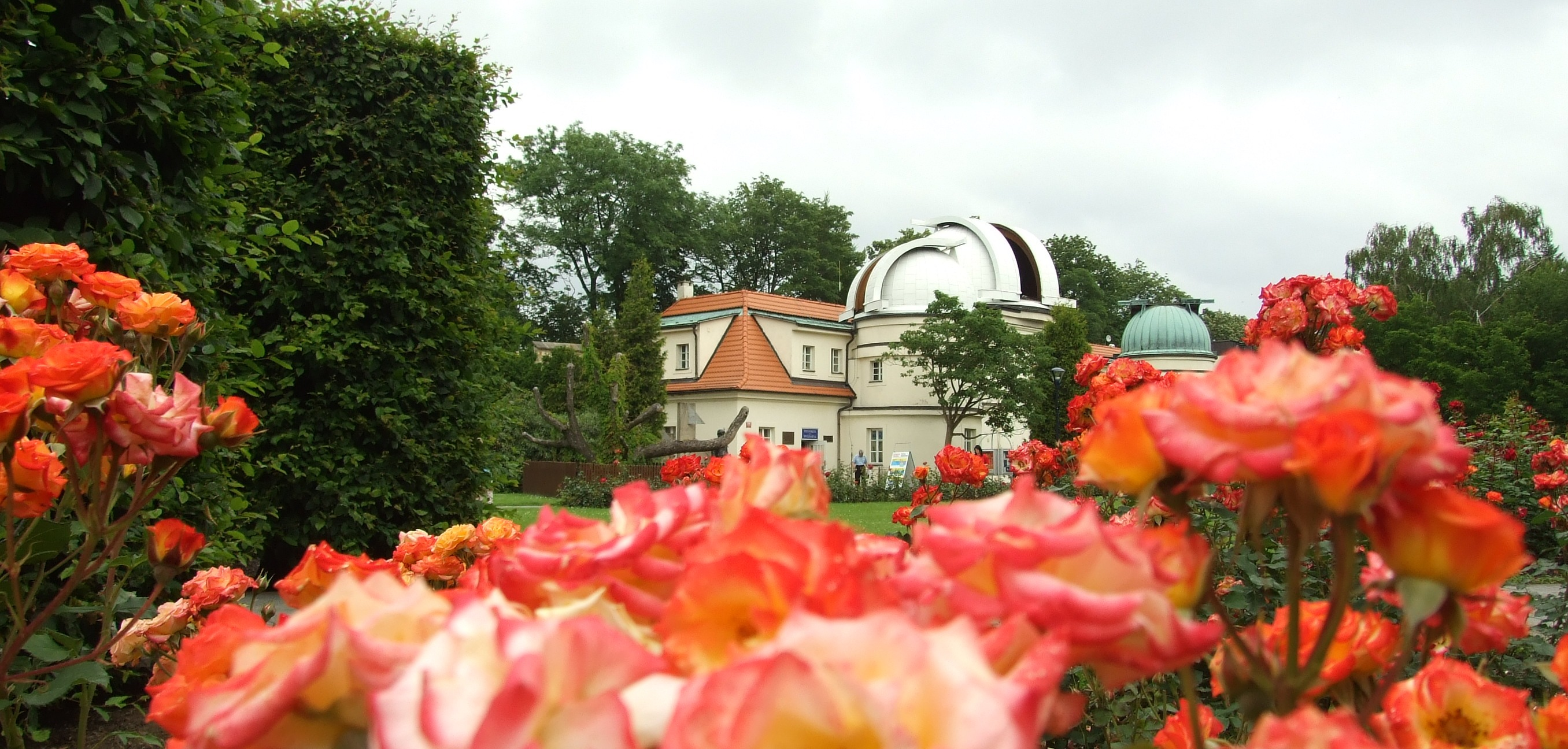
Трояндовий квітник перед обсерваторією
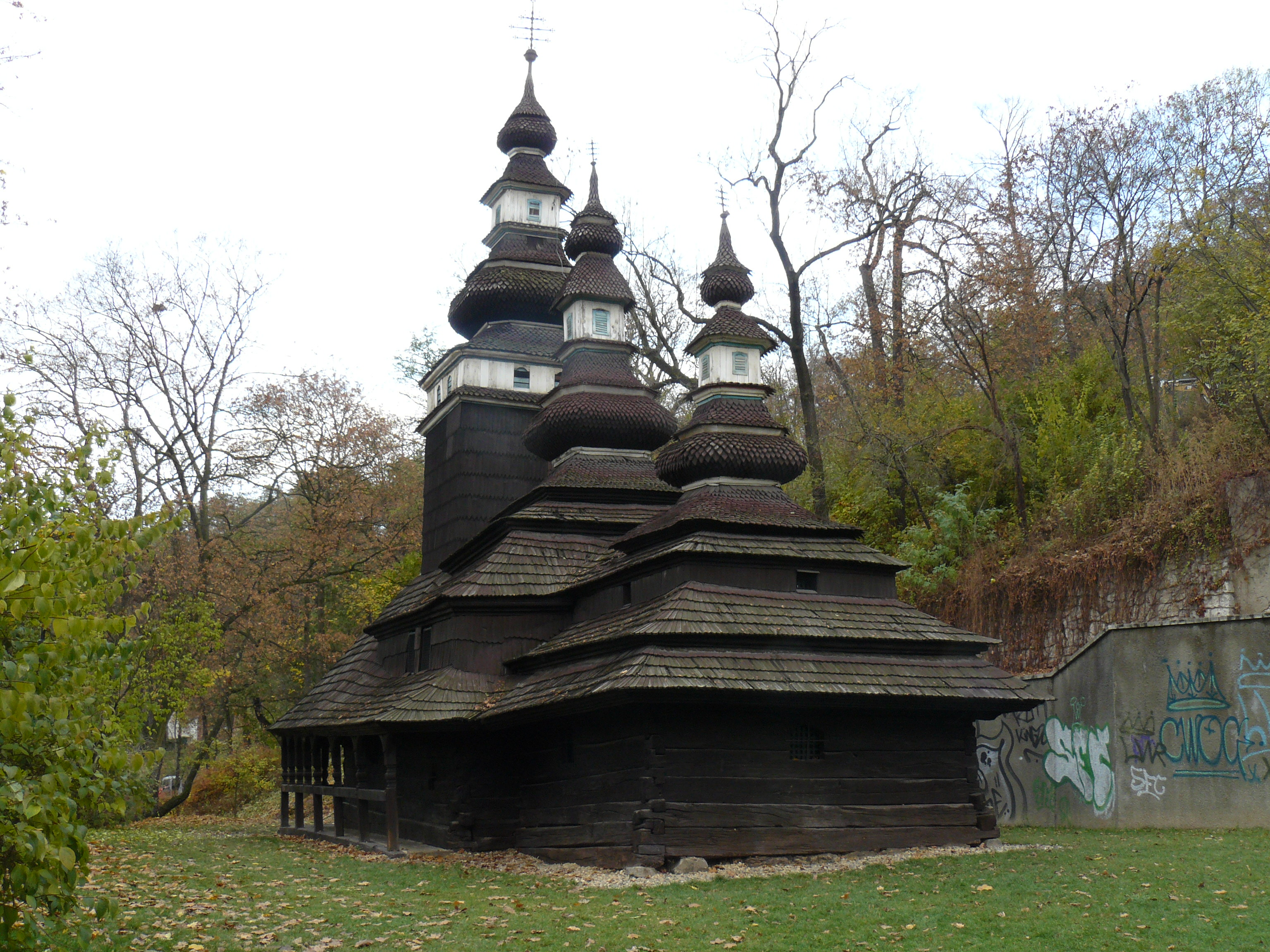
Церква святого Михаїла Архангела